# Marcel Hendrickx
Marcel Hendrickx (Houthalen, 21 de abril de 1925 - Bilzen, 15 de febrero de 2008) fue un ciclista belga que fue profesional entre 1947 y 1961. Durante su vida deportiva consiguió más de 20 victorias, siendo las más destacadas dos ediciones consecutivas en la París-Bruselas, el 1954 y 1955.

## Palmarés
- 1948
  - 1º en Heusden Limburg
  - 1º en Houthalen-Helchteren
  - Vencedor de una etapa de la A través de Bélgica
- 1949
  - 1º en la Lieja-Jemelle
  - 1º en Quaregnon
  - 1º en el GP de la Famenne
- 1950
  - 1º en Westerlo
- 1951
  - 1º en Eisden
  - 1º en el Circuito del Centro de Bélgica
  - 1º en la Roubaix - Huy
- 1952
  - 1º en Heusden Limburg
  - 1º en la París-Saint-Etienne
  - 1º en la Viena-Graz-Viena
  - 1º en la Bruselas-Sint-Truiden
- 1953
  - 1º en el Circuito Nete en Dijle
  - 1º en Heusden O-Vlaanderen
  - 1º en Montenaken
- 1954
  - 1º en la París-Bruselas
  - 1º en Heusden O-Vlaanderen
  - 1º en Putte-Mechelen
- 1955
  - 1º en la París-Bruselas
  - 1º en Rijkevorsel
- 1961
  - 1º en Overpelt

### Resultados al Tour de Francia
- 1949. 43.º de la clasificación general
- 1950. 25º de la clasificación general
- 1954. 64.º de la clasificación general